# Нюволда
Нюволда (нід. Nieuwolda) — село у провінції Гронінген, на північному сході Нідерландів. Розташованe у муніципалітеті Олдамбт, приблизно в 9 км на південний схід від міста Делфзейл.